# Losi
Team Losi er et amerikansk selskab, der producerer radiostyrede biler, grundlagt af Gil Losi sidst i 1980'erne.
| Firma | Spire Denne artikel om et firma eller en virksomhed i USA er en spire som bør udbygges. Du er velkommen til at hjælpe Wikipedia ved at udvide den. |